# Catharosia minuta
Catharosia minuta là một loài ruồi trong họ Tachinidae.